# Ibrahim Saidau
Ibrahim Saidau ou Ibragim Magomedovich Saidov (em bielorrusso:  Ібрагім Саідаў, em russo:  Ибрагим Магомедович Саидов; Kokrek, 9 de março de 1985) é um lutador de estilo-livre bielorrusso de origem russa, medalhista olímpico.

## Carreira
Saidau competiu na Rio 2016, na qual conquistou a medalha de bronze, na categoria até 125 kg.